# گوور قبری ۱
گوور قبری ۱ مربوط به هزاره اول قبل از میلاد است و در شهرستان سرآب، بخش مرکزی، دهستان ملا یعقوب، ۲ کیلومتری جنوب غربی روستای ناراب واقع شده و این اثر در تاریخ ۶ اسفند ۱۳۸۵ با شمارهٔ ثبت ۱۷۴۹۷ به‌عنوان یکی از آثار ملی ایران به ثبت رسیده است.